# Anna Amalia a Prusiei
Anna Amalia a Prusiei (9 noiembrie 1723 – 30 martie 1787) a fost Prințesă-Stareță de Quedlinburg și prințesă prusacă, unul dintre cei zece copii ai lui Frederic Wilhelm I al Prusiei și ai Sofiei Dorothea de Hanovra.

## Biografie

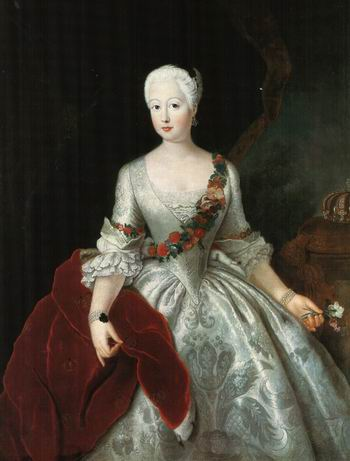
Prințesa Anna Amalia a Prusiei

Născută la Berlin, a fost fiica lui Frederick William I al Prusiei și a soției acestuia, Sophia Dorothea de Hanovra; a fost al optulea copil din cei zece ai părinților ei. Prințesa era cu 11 ani mai mică decât fratele ei, viitorul Frederic cel Mare. Ambii copii aveau înclinații muzicale dar pentru Anna Amalia instruire muzicală formală a fost posibilă numai după moartea tatălui ei care ura muzica. Muzica a fost secreta ei consolare împotriva cruzimii tatălui (adesea o trăgea de păr în timpul furiilor sale).
Anna Amalia a învățat să cânte la clavecin, flaut și vioară, primind primele lecții de la fratele ei.
A fost privită ca o posibilă mireasă pentru prințul moștenitor al Suediei, împreună cu sora ei, Louisa Ulrika, fratele ei avertizând că Louisa Ulrika era probabil prea ambițioasă pentru a fi o regină bună într-o monarhie fără putere cum era atunci Suedia.
 
Fratele ei, regele Frederic, a declarat că Louisa Ulrika era "arogantă, temperamentală și intrigantă" în timp ce Anna Amalia era "mai potrivită".; S-a considerat că judecata lui Frederic se datora faptului că Anna Amalia era mai ușor de controlat ca agent prusac decât mult mai dominanta Louisa Ulrika. Reprezentanții suedezi au preferat-o pe Louisa Ulrika.

### Căsătoria secretă
În 1743, Anna Amalia s-a căsătorit în secret cu baronul Friedrich von der Trenck, un om ale cărui aventuri au inspirat opere literare scrise de nume mari, cum ar fi Victor Hugo și Voltaire. Fratele ei Frederic al II-lea a aflat de căsătoria ei după ce a urcat pe tron în 1740 când sora lui a rămas însărcinată. Plin de furie a trimis-o la mănăstirea Quedlinburg, o mănăstire protestantă unde adesea femeile aristocrate nășteau copii din afara căsătoriei. Frederic al II-lea a anulat căsătoria și von der Trenck a fost încarcerat timp de zece ani. Anna Amalia a continuat să corespondeze cu von der Trenck până la moartea ei în 1787.

### Stareță și artistă

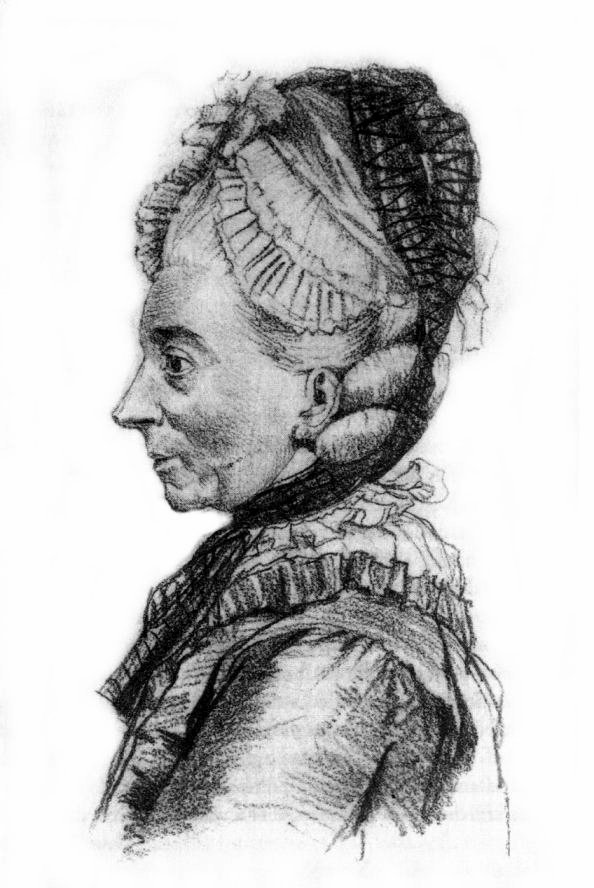
Anna Amalia, desen de Adolph von Menzel.

Anna Amalia a devenit stareță la Quedlinburg în 1755, devenind astfel o femeie bogată. Ea a ales să-și petreacă majoritatea timpului la Berlin, unde s-a dedicat muzicii și a devenit cunoscută ca patroană a muzicii și compozitorilor. Ea însăși a compus lucrări camerale mici care au inclus trio, marșuri, cantate, cântece și fugi.
În 1758, Anna Amalia a început un studiu serios de teoria muzicii și a compoziției cu tutorele ei Johann Philipp Kirnberger, un student al lui Johann Sebastian Bach. Ea a compus muzica de cameră, cum ar fi sonate flaut. Mai înclinată față de muzica religioasă decât fratele ei, ea a compus textul cantatei lui Ramler Der Tod Jesu ("Moartea lui Isus").
Doar câteva dintre operele ei au supraviețuit. Probabil și-a distrus multe dintre compozițiile sale, ea fiind descrisă ca  foarte "timorată și autocritică". Mai multe compoziții ale ei au ieșit la suprafață ca urmare a descoperirii în anul 2000 a arhivelor de muzică Berlin Singakademie, o bibliotecă pierdută din Al Doilea Război Mondial. De asemenea, Anna Amalia a fost o colecționară de muzică, prezervând peste 600 de volume de lucrări de compozitori notabili cum ar fi Johann Sebastian Bach, George Frideric Handel, Georg Philipp Telemann, Karl Heinrich Graun și Carl Philipp Emanuel Bach, printre alții.
Lucrările ei de curator au reprezentat o contribuție semnificativă la cultura vestică. Biblioteca ei a fost împărțită între Germania de Vest și Germania de Est după Aș Doilea Război Mondial. Cele două colecții au fost reunite după triumful democrației în Europa, la sfârșitul secolului XX. Astăzi colecția este găzduită la Staatsbibliothek zu Berlin (a nu se confunda cu Herzogin Anna Amalia Bibliothek, fosta bibliotecă a Annei Amalia de Brunswick-Wolfenbüttel).